# Bullewijk
El Bullewijk es un río secundario de unos 3 km de longitud.
Fluye entre el río Amstel y la confluencia del río Waver con el riachuelo Holendrecht.
El Bullewijk pasa por el pueblo de Ouderkerk aan de Amstel y cruza la carretera A9.
- Datos: Q1814472
- Multimedia: Bullewijk (river) / Q1814472